# Starlight (Muse)
Starlight is de tweede single van het album Black Holes and Revelations van de Britse rockband Muse en werd op 4 september 2006 uitgebracht.
Het nummer wordt gezien als een van de simpelere nummers op het album en wordt vaak vergeleken met nummers van The Strokes. Basgitarist Christopher Wolstenholme wilde Starlight aanvankelijk niet als single omdat de keuze naar zijn mening te simpel was.

## Muziekvideo
De muziekvideo van Starlight is geregisseerd door Paul Minor en werd uitgebracht op 5 augustus 2006. De video bevat de band op een schip in de buurt van de kust van Los Angeles. Volgens Matthew Bellamy was de band de eerste twee uur op het schip zeeziek.

## Tracklist
| 1.                | Starlight                                              | 3:59 |
| 2.                | Supermassive Black Hole (Phones Control Voltage remix) | 4:19 |
| Totale duur: 8:18 |                                                        |      |

| 1.                | Starlight | 3:59 |
| 2.                | Easily    | 3:40 |
| Totale duur: 7:39 |           |      |

| Nr. | Titel                                                    | Duur |
| --- | -------------------------------------------------------- | ---- |
| 1.  | Starlight (muziekvideo)                                  | 4:07 |
| 2.  | Starlight                                                | 3:59 |
| 3.  | Starlight (making-of)                                    |      |
| 4.  | Hidden track (ook bekend als "You Fucking Motherfucker") | 0:32 |

## Hitlijsten

### NederlandseSingle Top 100
| Positie: | 52 | 64 | 80 | 88 | uit |

### NPO Radio 2 Top 2000
| Nummer met noteringen in de NPO Radio 2 Top 2000 | '11 | '12 | '13 | '14 | '15 | '16 | '17 | '18 | '19 | '20 | '21 | '22 | '23 | '24 |
| ------------------------------------------------ | --- | --- | --- | --- | --- | --- | --- | --- | --- | --- | --- | --- | --- | --- |
| Starlight                                        | 418 | 404 | 273 | 363 | 347 | 423 | 444 | 466 | 478 | 556 | 502 | 519 | 525 | 522 |

1. ↑  Een vetgedrukt getal geeft de hoogste notering aan.
2. ↑  2011 was het eerste jaar met een notering voor dit nummer.

## In andere media
- Het nummer is te horen in de aftiteling van de film The Tourist (2010). Starlight werd ook gebruikt in een trailer voor de film Crazy, Stupid, Love (2011).